# Jaime Mariano
Jaime Mariano Torrens (Palma de Mallorca, 20 de junio de 1969) fue un piloto motociclista español. Participó en los Campeonatos Mundiales de Velocidad de 1988 hasta 1991 en las categorías de 80, 125 y 250cc. En 1989 ganó el Campeonato de Europa de Velocidad de 80 cc.

## Resultados en el Campeonato del Mundo
Sistema de puntuación desde 1988 hasta 1991:
| Posición | 1.º | 2.º | 3.º | 4.º | 5.º | 6.º | 7.º | 8.º | 9.º | 10.º | 11.º | 12.º | 13.º | 14.º | 15.º |
| Puntos   | 20  | 17  | 15  | 13  | 11  | 10  | 9   | 8   | 7   | 6    | 5    | 4    | 3    | 2    | 1    |

### Carreras por año
| Año     | Cat.  | Moto     | 1       | 2      | 3       | 4      | 5       | 6       | 7       | 8      | 9       | 10      | 11     | 12      | 13    | 14     | 15    | Pts. | Pos. |
| ------- | ----- | -------- | ------- | ------ | ------- | ------ | ------- | ------- | ------- | ------ | ------- | ------- | ------ | ------- | ----- | ------ | ----- | ---- | ---- |
| 1988    | 80cc  | JJ Cobas |         |        | ESP Ret | EXP 15 | NAC Ret | ALE Ret |         | NED -  |         | YUG 17  |        |         |       | CHE 20 |       | 1    | 32.º |
| 1989    | 80cc  | Casal    |         |        |         | ESP 9  | NAC 16  | ALE 6   |         | YUG -  | NED 5   |         |        |         |       | CHE 11 |       | 33   | 9.º  |
| 1990    | 125cc | Honda    | JAP -   |        | ESP -   | NAC -  | ALE Ret | AUT -   | YUG DNQ | NED 20 | BEL Ret | FRA 15  | GBR 22 | SUE Ret | CHE - | HUN -  | AUS - | 1    | 37.º |
| 1991    | 250cc | Aprilia  | JAP Ret | AUS 17 | USA 20  | ESP 16 | ITA 17  | ALE Ret | AUT 18  | EUR -  | NED -   | FRA -   | GBR -  | RSM -   | CHE - | EUR -  | MAL - | 0    | -    |
| 1991    | 125cc | JJ Cobas | JAP -   | AUS -  |         | ESP -  | ITA -   | ALE -   | AUT -   | EUR 25 | NED 23  | FRA DNQ | GBR -  | RSM -   | CHE - |        | MAL - | 0    | -    |
| Fuente: |       |          |         |        |         |        |         |         |         |        |         |         |        |         |       |        |       |      |      |

| Color     | Resultado                                                               |
| --------- | ----------------------------------------------------------------------- |
| Oro       | Ganador                                                                 |
| Plata     | 2.ª plaza                                                               |
| Bronce    | 3.ª plaza                                                               |
| Verde     | Finalizó en los puntos                                                  |
| Azul      | Finalizó sin puntos                                                     |
| Azul      | NC - No clasificado                                                     |
| Violeta   | Ret - No terminó (Carrera)                                              |
| Rojo      | DNQ - No se clasificó                                                   |
| Negro     | DSQ - Descalificado                                                     |
| Blanco    | DNS - No empezó (carrera)                                               |
| Blanco    | WD - Retirado (fin de semana)                                           |
| Blanco    | C - Carrera cancelada                                                   |
| Sin color | DNP - Inscrito pero no participó                                        |
| Sin color | INJ - Lesionado                                                         |
| Sin color | EX - Excluido                                                           |
| Estado    | Resultado                                                               |
| Negrita   | Pole position                                                           |
| Cursiva   | Vuelta rápida                                                           |
| †         | Abandona, pero clasifica al completar el porcentaje requerido para ello |